# Burana-Turm

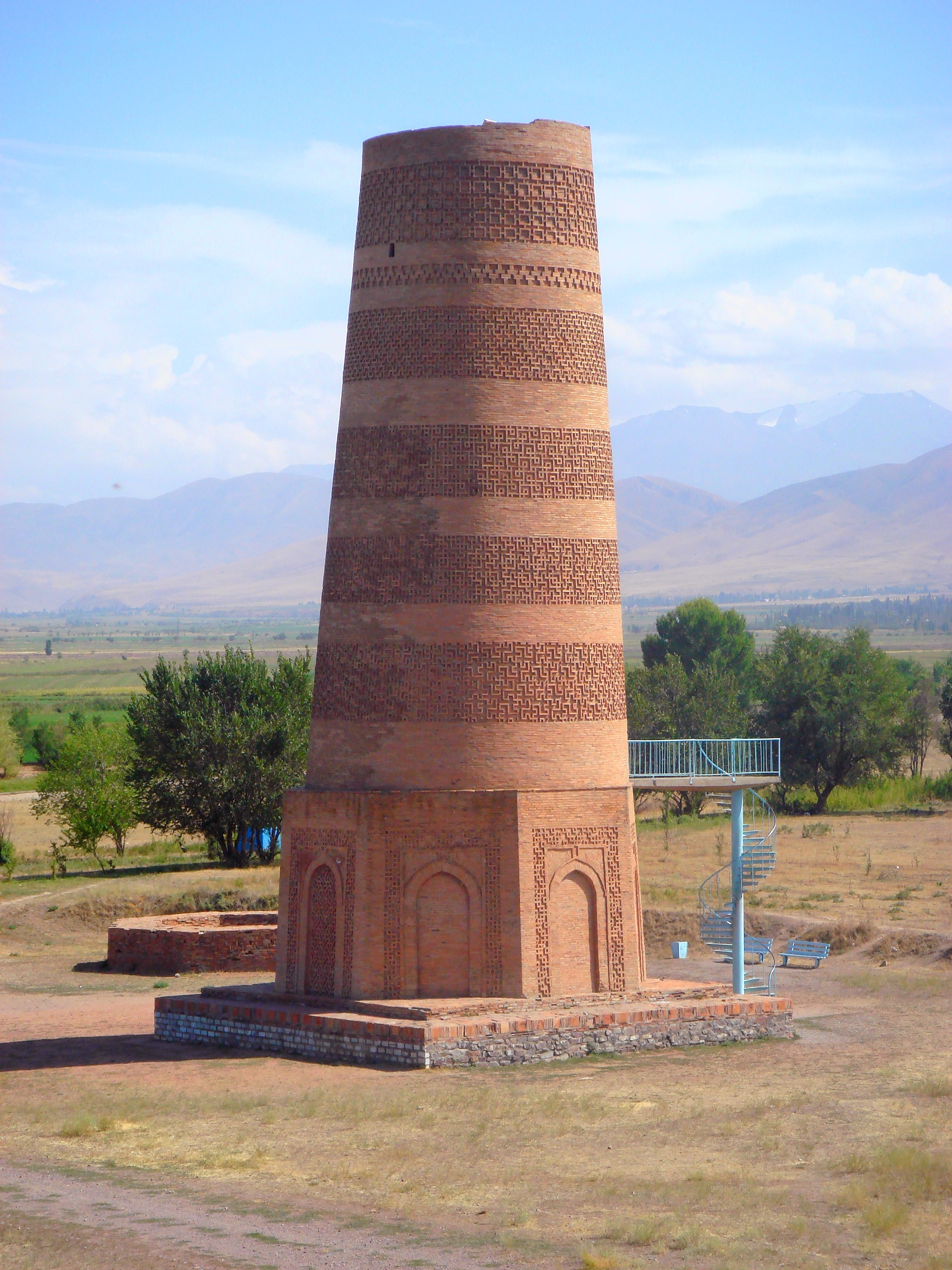
Burana-Turm

Der Burana-Turm (vermutlich vom türkischen Wort Murana für Minarett abgeleitet) ist eines der ältesten Bauwerke dieser Art in Zentralasien.
Der Turm befindet sich ca. 12 km südwestlich der kirgisischen Stadt Tokmok am linken Ufer des Flusses Tschüi.
Der Bau wurde im 10. oder 11. Jahrhundert errichtet. Die ursprüngliche Höhe wird mit mindestens 40 m angenommen, der obere Teil wurde jedoch durch ein starkes Erdbeben abgeworfen und zerstört. Heute ist der Turm 21,7 Meter hoch. Die Anlage mit dem Turm und den Resten einer doppelten Wehrmauer, weiterer Gebäude sowie Fragmenten von Wasserleitungen wird den Karachaniden zugeschrieben und ist heute ein Museum.
In der Nähe des Turms wird die Lage der antiken Stadt Balasagun vermutet.